# فلکسبرگ
فلکسبرگ (به فرانسوی: Volksberg) یک کمون در فرانسه است که در Canton of Drulingen واقع شده‌است.

## خصوصیات
فلکسبرگ ۹٫۴۵ کیلومترمربع مساحت و ۳۵۸ نفر جمعیت دارد و ۳۸۰ متر بالاتر از سطح دریا واقع شده‌است.